# Эдвардианская архитектура
Эдвардиа́нская архитекту́ра, или эдвардианский неоклассицизм (англ. Edwardian Neoclassicism) — историко-региональный художественный стиль, проявившийся более всего в архитектуре, который был популярен в Британской империи в эдвардианскую эпоху, период правления короля Эдуарда VII с 1901 по 1910 год, в который также иногда включают и несколько лет после его смерти, предшествовавших началу Первой мировой войны. Смерть королевы Виктории в январе 1901 года и восшествие на престол её сына Эдуарда ознаменовали конец викторианской эпохи, периода историзма, исторических стилизаций и эклектики в архитектуре. В то время как Виктория избегала излишней публичности, Эдуард был лидером среди законодателей мод, находящихся под влиянием вкусов континентальной Европы.

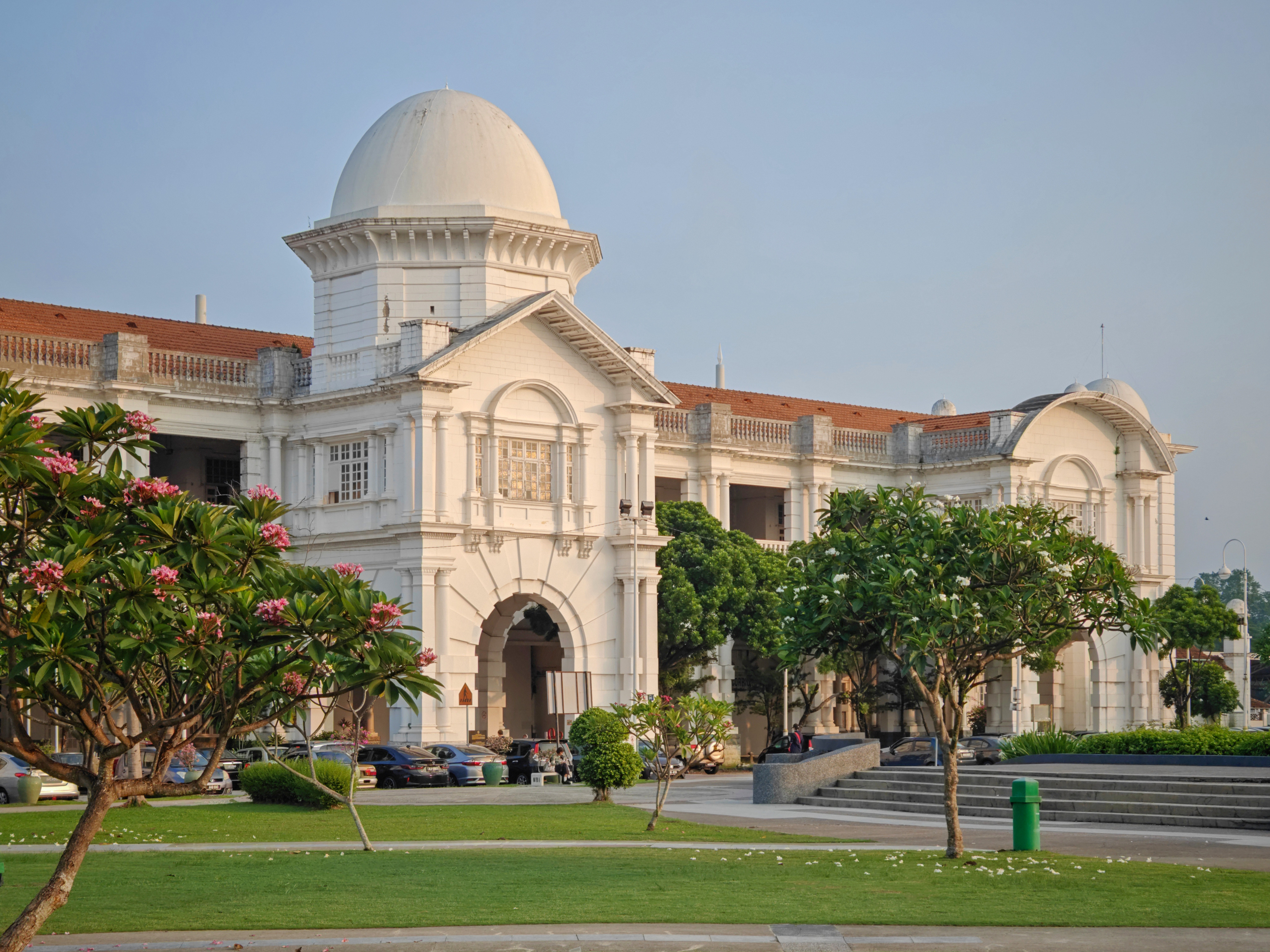
Железнодорожный вокзал в Ипохе, Малайзия. 1914

В отдельных источниках этот период развития британской архитектуры, основываясь на эклектичности и вторичности стиля, называют «эдвардианским барокко», но правильней именовать его «эдвардианским классицизмом», или «неоклассицизмом».
В 1890-х годах вызревала идея, что только классицизм может достойно отразить «величие эпохи». Эта идея окрепла в связи с празднованием шестидесятилетия царствования королевы Виктории (1897). Новый стиль, отличавшийся большей помпезностью в сравнении с ранним английским классицизмом стиля Георга III, или стиля регентства начала XIX века, и дала повод именовать его стилем барокко.
Эдвардианский, или имперский, классицизм носил несколько эклектичный характер. Этот стиль воплотился в архитектуре здания отеля «Пиккадилли», построенного архитектором Н. Шоу в Лондоне (1905—1908). В этом здании, как остроумно заметили современники, «ордера громоздятся на аркады», что несвойственно архитектуре «строгой классики». «Справедливости ради следует заметить, — писал далее В. Г. Власов, что доля эклектичности всегда сопровождала английскую архитектуру, это особенно заметно, к примеру, в облике собора Св. Павла, возведённого классицистом сэром Кристофером Реном в конце ХVII в., и позднее, в постройках стиля королевы Анны».
Одним из самых значительных архитекторов, последователей эдвардианского неоклассицизма в следующую эпоху, был сэр Эдвин Лаченс, который проектировал множество коммерческих зданий и ввёл термин «большой стиль» (вероятно, по аналогии с «большим стилем» Людовика XIV в конце XVII столетия во Франции). «Зарождение „большой манеры“ английского неоклассицизма проходило в атмосфере националистических тенденций» и, по определению В. С. Горюнова и М. П. Тубли, этот стиль преобладал «в архитектуре Англии до первой мировой войны. Его своеобразным завершением явился дворец вице-короля Индии в Дели, построенный по проекту архитектора Лаченса, примыкавшего ранее к „Движению искусств и ремёсел“».
Этот последующий период был особенно важным для английской архитектуры, в границах которой формировалось рационалистическое течение искусства модерна.

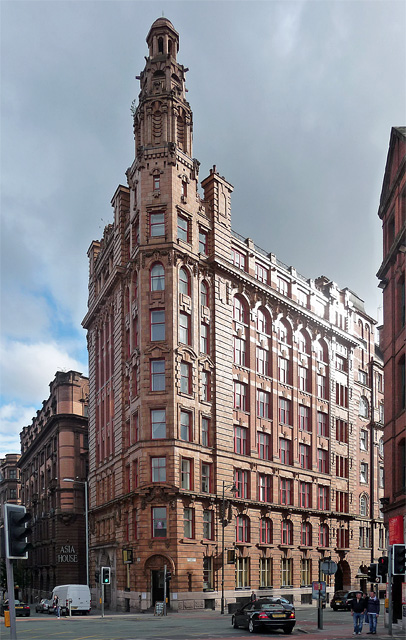
Ланкастер-хаус, Манчестер. 1910. Архитектор С. Ричардс
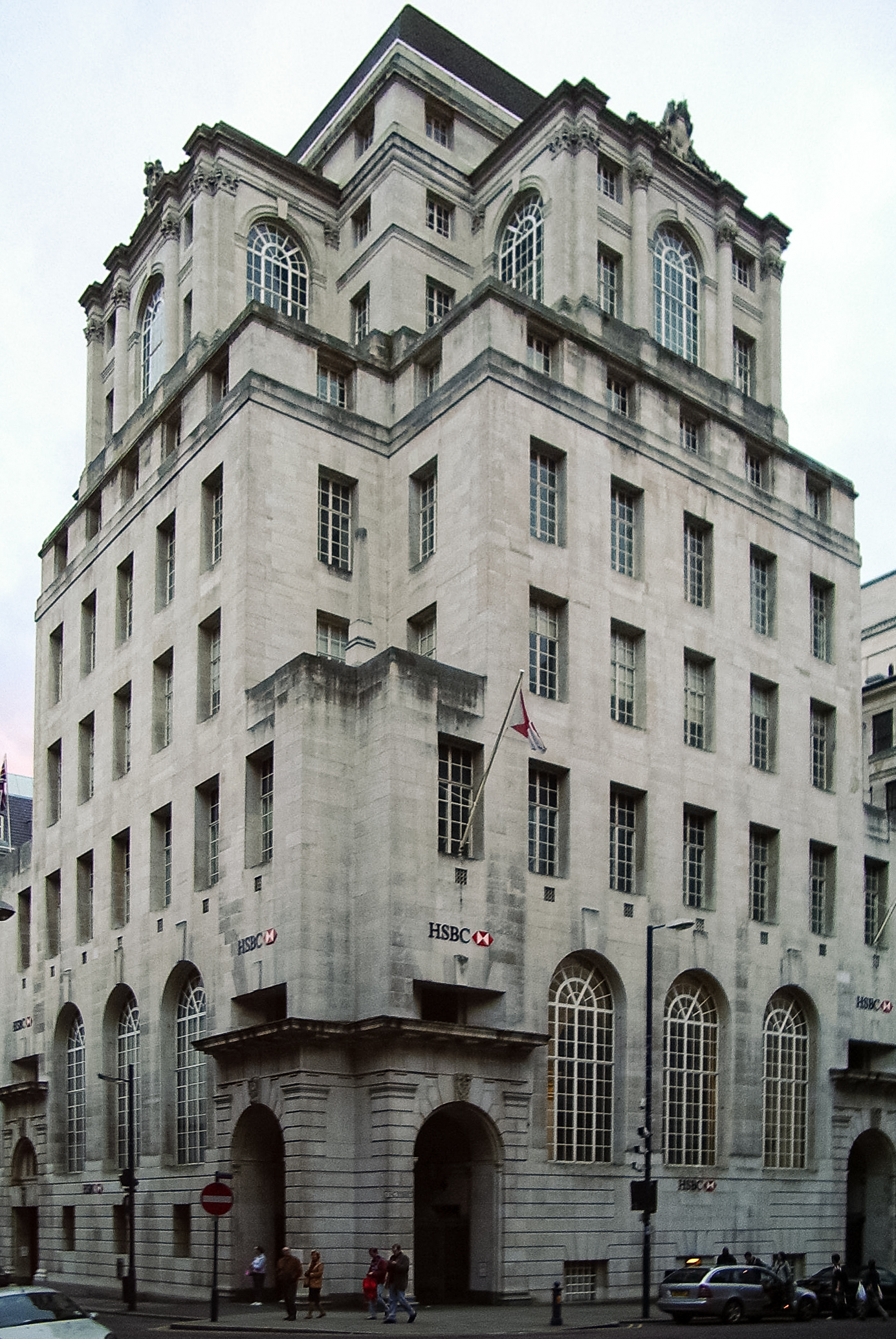
Дом на Кинг-стрит, Манчестер. 1933—1935. Архитектор Э. Лаченс
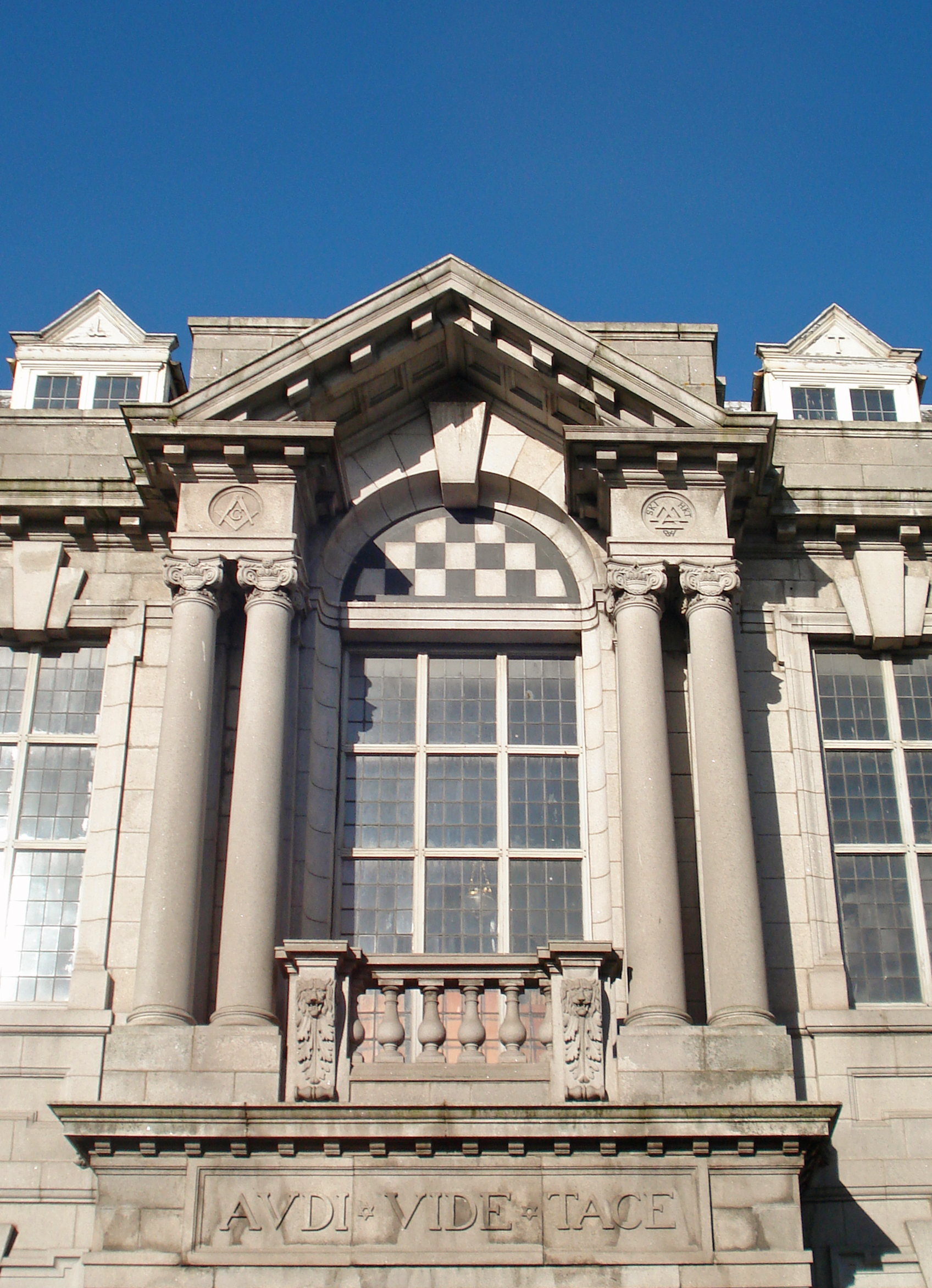
Массонский храм, Абердин, Шотландия. 1910. Архитектор Harbourne Maclennan
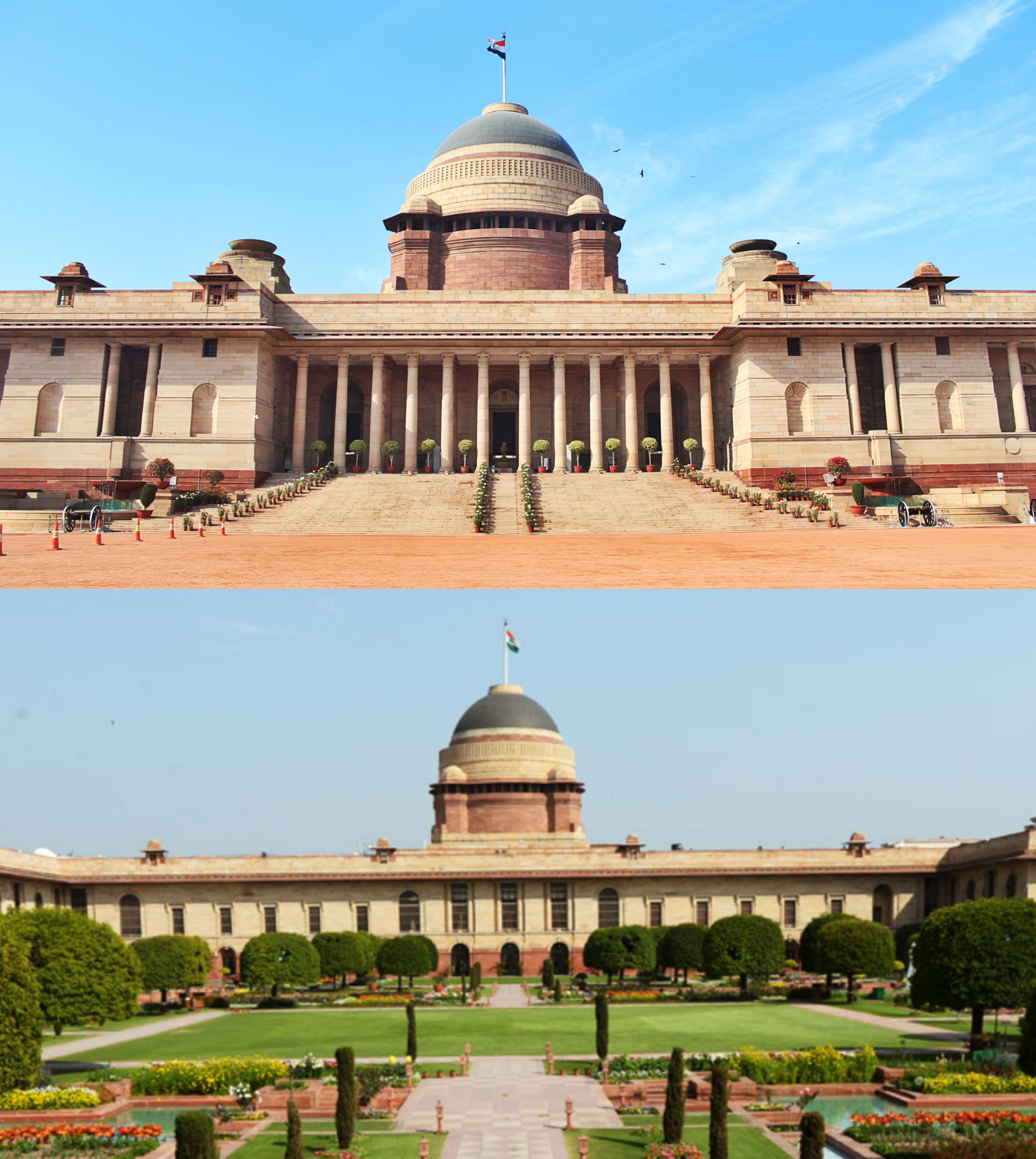
Дом британского вице-короля, Нью-Дели, Индия. 1929. Архитектор Э. Лаченс
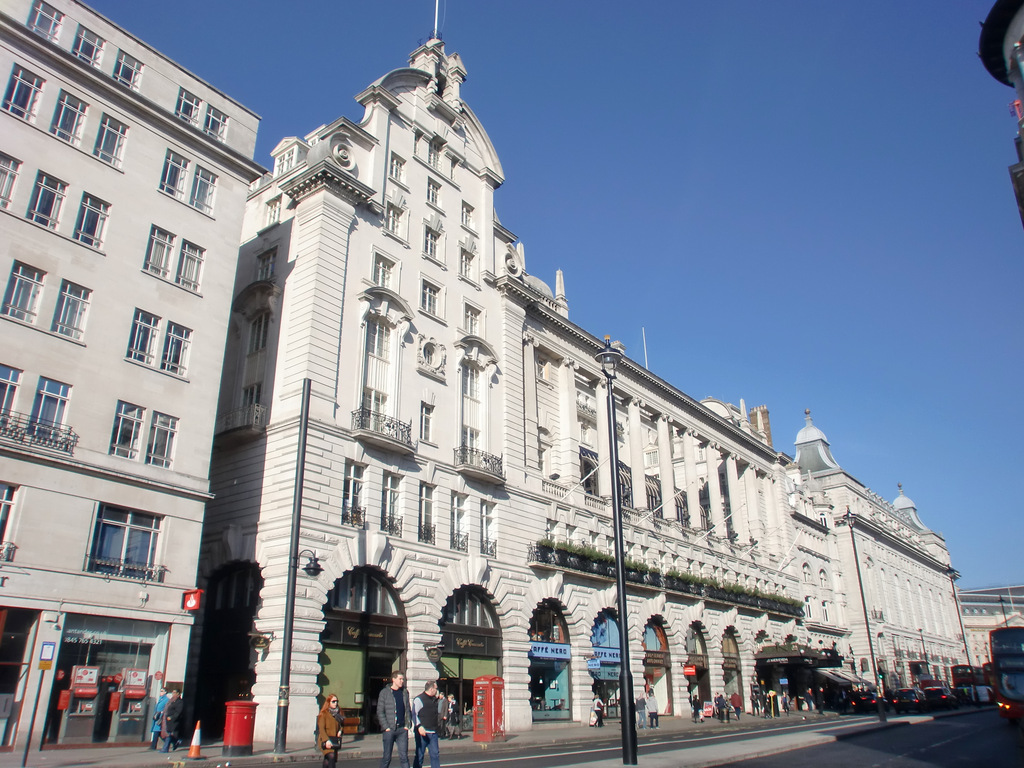
Отель Пиккадилли, Лондон. 1905–1908. Архитектор Н. Шоу
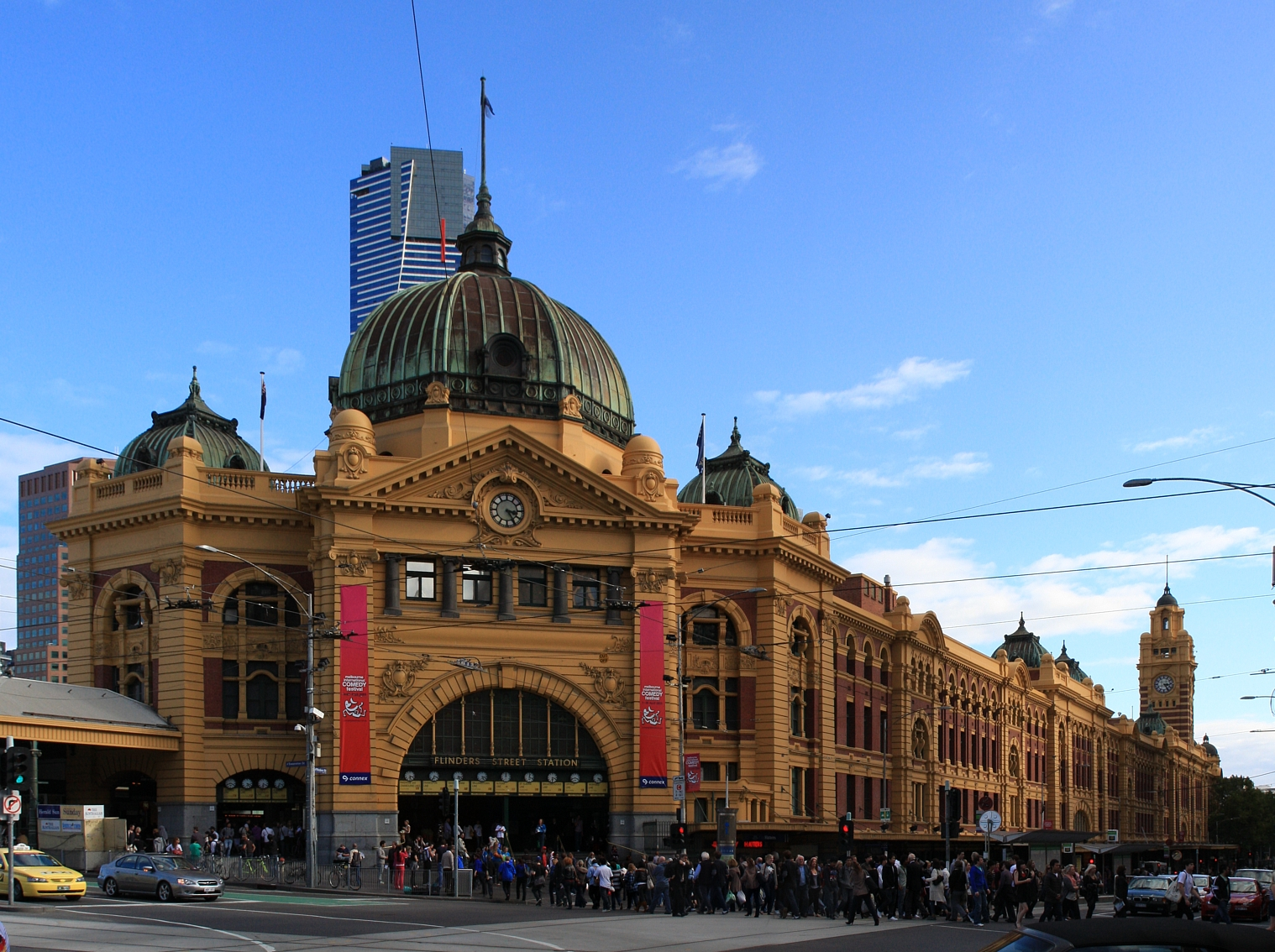
Здание вокзала в Мельбурне. 1854—1910
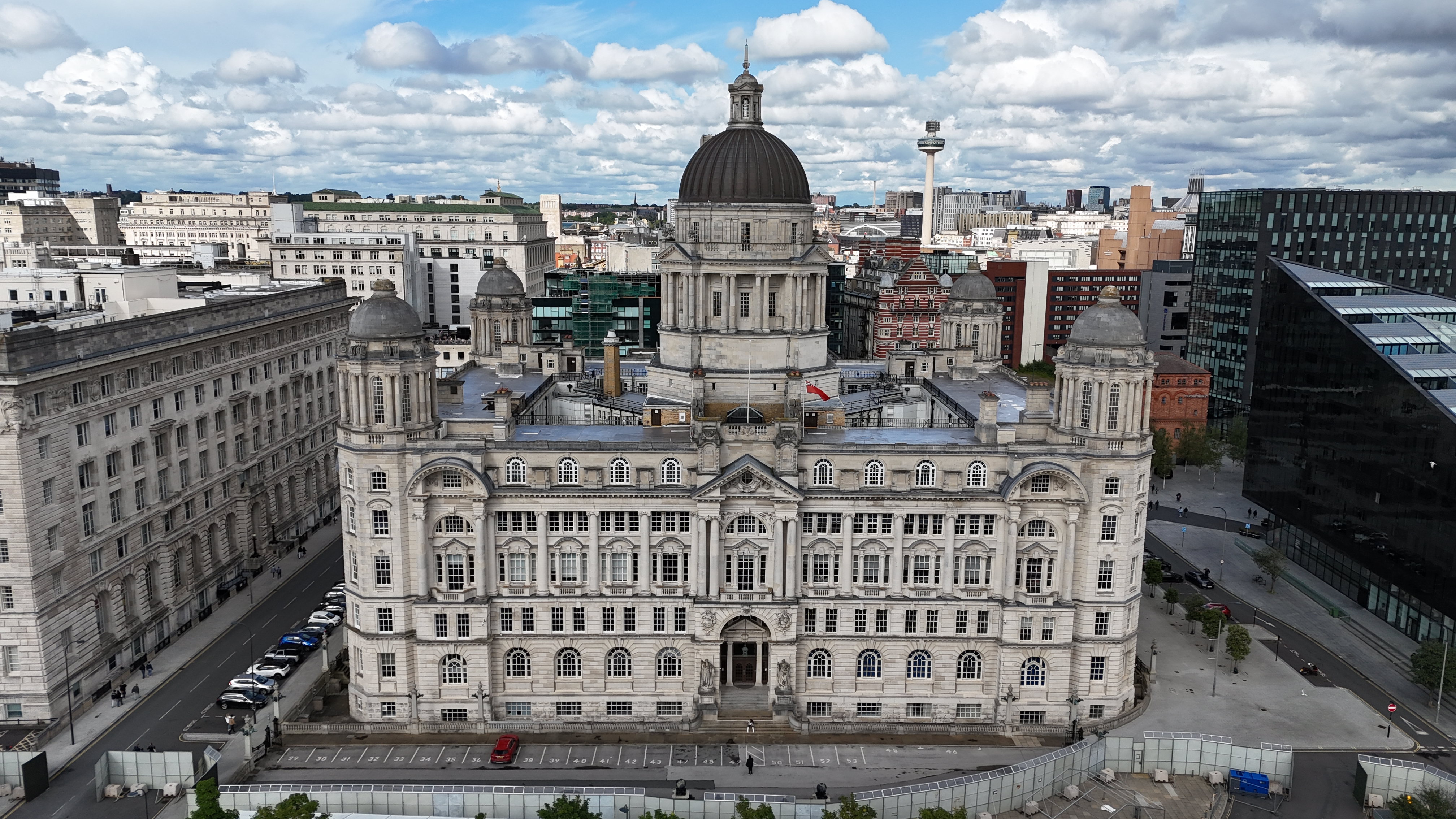
Здание порта в Ливерпуле (Harbour Board Office). 1904—1907. Архитектор А. Торнли
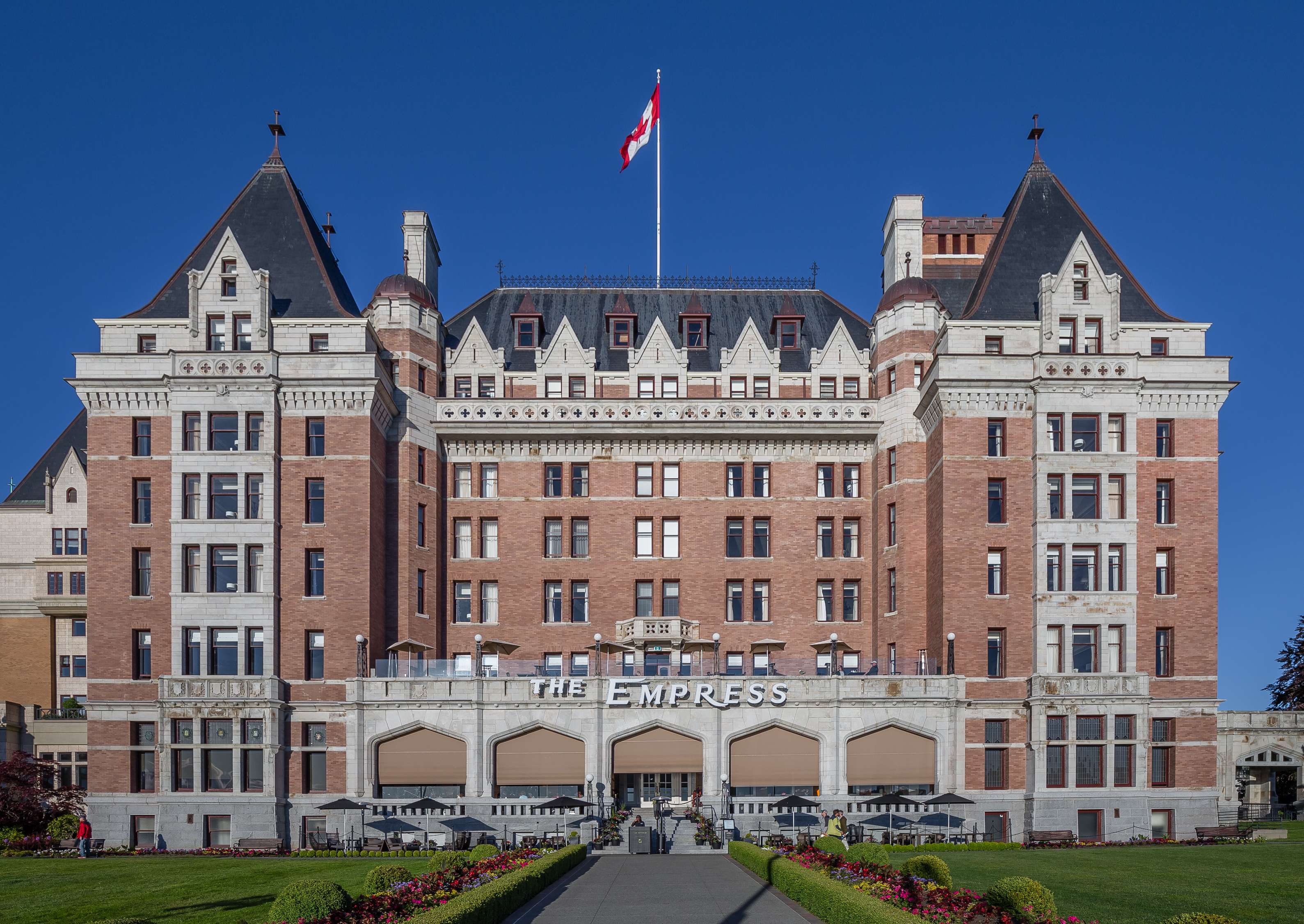
Отель Импресс, Британская Колумбия, Канада. 1904—1908. Архитектор Ф. Рэттенбёри
Белфастская ратуша. 1906. Архитектор Alfred Brumwell Thomas
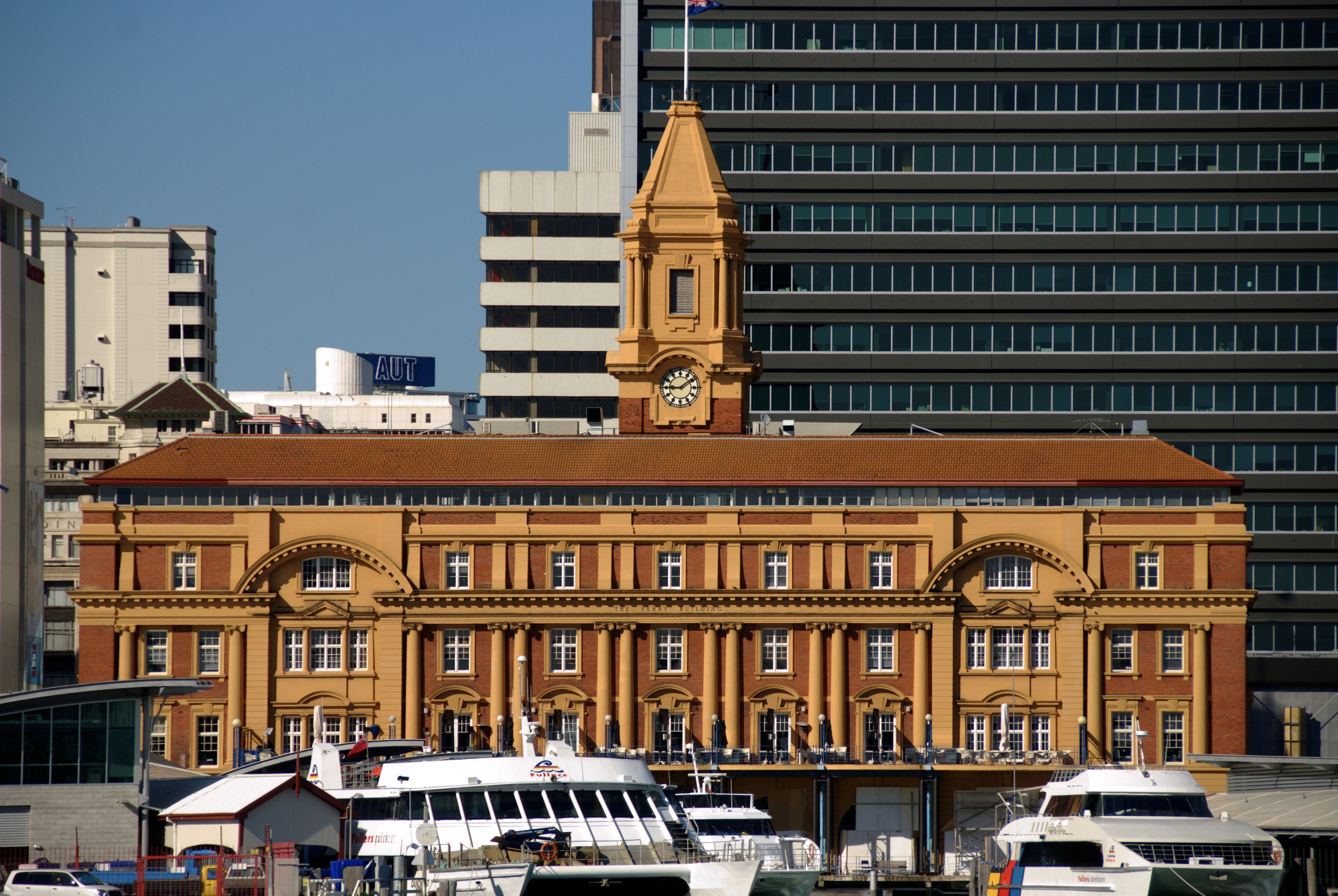
Паромный терминал в Окленде, Новая Зеландия. 1912